# Engage Kiss
Engage Kiss è un progetto multimediale giapponese creato da Aniplex e composto da un manga, una serie televisiva anime e un videogioco mobile. Il primo ha iniziato ad essere serializzato sulla rivista Manga UP! di Square Enix a partire dal 2 luglio 2022 mentre la seconda è stata prodotta da A-1 Pictures e sceneggiata da Maruto Fumiaki con character design di Tsunako ed è stata trasmessa dal 3 luglio al 25 settembre 2022. Il terzo, intitolato Engage Kill, è stato sviluppato da Square Enix e pubblicato il 1º marzo 2023.

## Personaggi

### Engage Kiss
Shu Ogata (緒方 シュウ?, Ogata Shū)
Doppiato da: Sōma Saitō
Kisara (キサラ?)
Doppiata da: Saya Aizawa
Ayano Yugiri (夕桐 アヤノ?, Yugiri Ayano)
Doppiata da: Lynn
Sharon Holygrail (シャロン・ホーリーグレイル?, Sharon Hōrīgureiru)
Doppiata da: Rumi Ōkubo
Akino Yūgiri (夕桐 アキノ?, Yūgiri Akino)
Doppiata da: Akeno Watanabe
Miles Morgan (マイルズ・モーガン?, Mairuzu Mōgan)
Doppiato da: Ken'ichirō Matsuda
Tetsuya Mikami (三上 テツヤ?, Mikami Tetsuya)
Doppiato da: Yoshiaki Hasegawa
Shenhua Hachisuka (蜂須賀 莎花?, Hachisuka Shenfa)
Doppiata da: Aya Uchida
Linhua Hachisuka (蜂須賀 凛花?, Hachisuka Rinfa)
Doppiata da: Saori Ōnishi
Mikhail Hachisuka (蜂須賀 ミハイル?, Hachisuka Mihairu)
Doppiato da: Ryōta Ōsaka
Thomas Cobalt Drescher (トーマス・コバルト・ドレッチャー?, Tōmasu Kobaruto Doretchā)
Doppiato da: Yuichi Nakamura

### Engage Kill
Chloe Tang (クロエ･タン?, Kuroe Tan)
Doppiata da: Arisa Kōri
Catherine Hoshizaki Wong (星崎・キャサリン・ウォン?, Hoshizaki Kyasarin Uon)
Doppiata da: Konomi Kohara
Delia Goldilocks (デリア・ゴルディロックス?, Deria Gōrudirokkusu)
Doppiata da: Ami Koshimizu

## Media

### Anime
L'anime è stato inizialmente etichettato come "Project Engage", che elencava Maruto Fumiaki e Tsunako come staff principale. I dettagli sono stati quindi annunciati tramite lo stand Aniplex all'evento AnimeJapan 2022. La serie, intitolata Engage Kiss, è prodotta da A-1 Pictures e diretta da Tomoya Tanaka, con Shunsaku Yano responsabile dell'ambientazione, Shinpei Wada che adatta i disegni dei demoni di Megumi Katagiri per l'animazione e Yoshiaki Fujisawa che compone la musica. È stata trasmessa dal 3 luglio al 25 settembre 2022 su Tokyo MX e altri canali. La sigla di apertura è Dare-kare Scramble (誰彼スクランブル?, Dare-kare Sukuranburu) di Halca, mentre la sigla finale è Renai-nō (恋愛脳?) di Akari Nanawo. Crunchyroll ha concesso in licenza la serie al di fuori dell'Asia per un simulcast e un simuldub in inglese.

#### Episodi
| Nº | Titolo italiano Giapponese 「Kanji」 - Rōmaji                                                      | In onda           | In onda |
| Nº | Titolo italiano Giapponese 「Kanji」 - Rōmaji                                                      | Giapponese        |         |
| 1  | Il perdente e il demone, l'uomo e la donna 「クズと悪魔と男と女」 - Kuzu to akuma to otoko to onna | 3 luglio 2022     |         |
| 2  | L'isola del desiderio 「欲望に浮かぶ島」 - Yokubō ni ukabu shima                                   | 10 luglio 2022    |         |
| 3  | Quel piccolo terribile costo 「ほんの僅かな酷い代償」 - Honno wazuka na hidoi daishō               | 17 luglio 2022    |         |
| 4  | Un perenne rimpianto 「奪い切れない未練」 - Ubai kirenai miren                                     | 24 luglio 2022    |         |
| 5  | Cicatrici effimere 「うたかたの爪痕」 - Utakata no tsumeato                                        | 31 luglio 2022    |         |
| 6  | L'ammazza-demoni su commissione 「悪魔殺しの第三者」 - Akuma-goroshi no daisansha                  | 7 agosto 2022     |         |
| 7  | Ma va bene così, mi basta 「だけどいい、それでいい」 - Dakedo ii, sore de ii                       | 14 agosto 2022    |         |
| 8  | Una scomoda verità 「望んでなかった真実」 - Nozonde nakatta shinjitsu                              | 21 agosto 2022    |         |
| 9  | Piangere senza sapere perché 「流す涙の意味を知らずに」 - Nagasu namida no imi o shirazu ni        | 28 agosto 2022    |         |
| 10 | Grandi speranze per la peggiore delle ipotesi 「待ち望んだ最悪」 - Machinozonda saiaku             | 4 settembre 2022  |         |
| 11 | Dolci sciocche bugie 「優しく愚かな嘘」 - Yasashiku orokana uso                                    | 11 settembre 2022 |         |
| 12 | Credi in lui 「彼を信じて」 - Kare o shinjite                                                      | 18 settembre 2022 |         |
| 13 | Un finale irrisolto 「未解決で大団円」 - Mikaiketsu de daidanen                                    | 25 settembre 2022 |         |

### Manga
Un adattamento manga di Engage Kiss di Itachi ha iniziato la serializzazione sulla rivista manga online di Square Enix Manga UP! il 2 luglio 2022. I capitoli vengono raccolti in volumi tankōbon a partire dal 7 febbraio 2023.
| Nº | Data di prima pubblicazione | Data di prima pubblicazione | Data di prima pubblicazione |
| Nº | Giapponese                  | Giapponese                  |                             |
| -- | --------------------------- | --------------------------- | --------------------------- |
| 1  | 7 febbraio 2023             | ISBN 978-4-7575-8384-9      |                             |
| 2  | 7 giugno 2024               | ISBN 978-4-7575-9172-1      |                             |

### Videogioco
il 24 aprile 2022 è stato annunciato un gioco mobile sviluppato da Square Enix intitolato Engage Kill. È stato pubblicato in Giappone il 1º marzo 2023. Si tratta di un GdR free-to-play con acquisti in-app.